# George Kollias
George Kollias, född 30 augusti 1977 i Korinth, Grekland, är en grekisk trumslagare. Han är sedan 2004 trummis i det amerikanska death metal-bandet Nile. Innan dess spelade han i det grekiska bandet Nightfall. George gör väldigt snabba Blast beats, enligt producenten Neil Kernon gör George blastbeats på 271 bpm på låten "Papyrus Containing the Spell to Preserve its Possessor Against Attacks From He Who is In the Water". På låten Kafir! från skivan Those whom the gods detest, gör han snabba 280 bpm. George använder precis som Derek Roddy endast en fot vid sina blastbeats.

## Diskografi
Solo
- Intense Metal Drumming DVD (DVD, 2008)
- Intense Metal Drumming II DVD (DVD, 2012)
- Invictus (LP, 2015)

Med Nile
- Annihilation of the Wicked (2005)
- Ithyphallic (2007)
- Those Whom the Gods Detest (2009)
- At the Gate of Sethu (2012)
- What Should Not Be Unearthed (2015)

Med Cerebrum
- Spectral Extravagance (2009)
- Cosmic Enigma (2013)

Med Sickening Horror
- When Landscapes Bled Backwards (2007)

Med Nightfall
- I Am Jesus (2003)
- Lyssa: Rural Gods and Astonishing Punishments (2004)

Med Extremity Obsession
- Extremity Obsession (Demo, 1996)
- Everlasting (Demo, 1997)

Med Deus Infestus
- Swansongs For This Stillborn Race (2010)

Med ADE
- Spartacus (2013)

Med Týr
- Valkyrja (2013)

Med Contrarian
- Predestined (2014)
- Polemic (2015)

Med Demonstealer
- This Burden Is Mine (2016)